# Philip George Houthem Gell
Philip George Houthem Gell (* 20. Oktober 1914 in Dublin; † 3. Mai 2001 in Cambridge) war ein britischer Arzt, Pathologe und Immunologe.
Er war zusammen mit Robert Royston Amos Coombs Entwickler der Klinischen Einteilung von Immunreaktionen.

## Leben
Er war Inhaber des Lehrstuhls für Experimentelle Pathologie an der Universität Birmingham von 1948 bis 1960. Anschließend war er bis 1978 Professor für Immunpathologie und ab 1968 Leiter der Abteilung. 1969 wurde er Fellow of the Royal Society.

## Schriften
- Gell, P.G.H. and Coombs, R.R.A.: Clinical Aspects of Immunology. Blackwell, London 1963
- Gell, P.G.H. and Coombs, R.R.A.: Clinical Aspects of Immunology. 2. Auflage, Blackwell, London 1964
- Gell, P.G.H. and Coombs, R.R.A.: Clinical Aspects of Immunology. 2. überarbeitete Auflage, Blackwell, Oxford 1968 ISBN 0632018003
- Gell, P.G.H. and Coombs, R.R.A., Lachmann, P.J. (Hrsg.): Clinical Aspects of Immunology. 3. Auflage, Blackwell, Oxford 1975 ISBN 0632097000
- Lachmann, P.J. and Peters, D.K. (Hrsg.): Clinical Aspects of Immunology. 4. überarbeitete Auflage, Blackwell, Oxford, Boston 1982 ISBN 0632007028
- Lachmann, P.J. (Hrsg.): Clinical Aspects of Immunology. 5. überarbeitete Auflage, Blackwell, Oxford, Boston 1993 ISBN 0865422974